# Hot n Cold
„Hot n Cold“ је песма америчке кантауторке Кејти Пери. Издата је 30. септембра 2008, као трећи сингл са албума „One of the Boys“.